# Mary Craig
Mary Craig (née Mary Clarkson à St Helens, Lancashire, 2 juillet 1928-3 décembre 2019) est une journaliste et un écrivain britannique. Elle a vécu dans le Hampshire en Angleterre. 

## Biographie
Auteur prolifique, elle a écrit 14 livres depuis 1978, parmi lesquels une trilogie sur le Tibet, des biographies de personnalités, dont Jean-Paul II, Lech Wałęsa et Frank Pakenham. Elle a  aussi écrit des ouvrages autobiographiques où elle aborde notamment le décès de Frank, son époux des suites d'un cancer, et l'histoire d'un de leur fils atteint du syndrome de Hurler. 
Elle est l'auteur de Kundun, la première biographie du 14e dalaï-lama à mettre en perspective son histoire et celle des membres de sa famille.
Pour écrire son livre sur l'occupation chinoise au Tibet (Tears of Blood (1992)), elle se rend plusieurs fois à Dharamsala, où réside le 14e dalaï-lama et l'administration centrale tibétaine, où elle noue des liens d'amitié durables. À partir de 1993, elle effectua de nombreuses visites à Dharamsala pour interviewver les membres de la famille du dalaï-lama pour rédiger Kundun, regrettant de n'avoir pu rencontrer la mère du dalaï-lama, Dekyi Tsering (Amala), disparue avant ses visites en Inde du nord. 
Plusieurs de ses livres ont été traduits dans diverses langues dont le français.